# Valeria Bergalli
Valeria Bergalli (Buenos Aires, 1962) és una editora argentina establerta a Catalunya. Va créixer entre Argentina, Itàlia i Alemanya. Viu a Catalunya des de finals dels anys vuitanta. És antropòloga cultural, traductora i responsable de Minúscula, l'editorial que va fundar l'any 1999 a Barcelona i des de la qual ha ajudat a donar a conèixer obres de noms destacats de la literatura universal com Victor Klemperer, Varlam Xalàmov, Marisa Madieri, Annemarie Schwarzenbach, Anna Maria Ortese, Hans Keilson, Pierre Bergounioux o Giani Stuparich.